# Kratkoprsti kobac
Kratkoprsti kobac (Accipiter brevipes) je vrsta malene ptice grabljivice iz porodice Accipitridae, u koju se također svrstavaju mnoge dnevne grabljivice poput orlova, škanjaca i eja.

## Opis
Ovo je malena ptica grabljivica dužine 30-37 cm i s rasponom krila od 63-76 cm. Ima kratka zaobljena krila i podug rep, što su sve prilagodbe letu kroz šumu. Sličan je jastrebu, ali kraći rep i zašiljenija krila ga čine sličnijim sokolu. Ženka je veća od mužjaka, ali razlika između spolova nije tako upečatljiva kao kod jastreba. Mužjak je odozgo plavosive boje, s tamnim vrhovima krila i crvenkastim prugama odozdo. Ženka je odozgo sive boje s nešto tamnijim vrhovima krila. Odozdo ima crvenkaste pruge, a može imati i tamnu liniju na grlu. Mladunci su tamnosmeđi odozgo i imaju gaće s tamnim prugama. Ima tamnu liniju na grlu.
Hrane se malenim pticama, kukcima i gušterima u šumama, oslanjajući se na iznenađenje u lovu.
Oglašavaju se s oštrim "kee-wick".

## Rasprostranjenost i razmnožavanje
Kratkoprsti kopci nastanjuju Grčku i Balkan istočno do juga Rusije. Selice su, i zimuju od Egipta do jugozapadnog Irana. Sele se u velikim jatima, za razliku od rasprostranjenijeg jastreba. Gnijezde se na drveću i grade novo gnijezdo, obloženo lišćem, svake godine. Period nesenja jaja traje od maja do kraja juna. Ženka nese 3-5 jaja.

## Drugi projekti
|  | Zajednički poslužitelj ima još gradiva o temi kratkoprsti kobac |
|  | Wikivrste imaju podatke o taksonu kratkoprstom kopcu            |